# Philipp Ludwig zu Erbach
Philipp Ludwig zu Erbach (* 10. Juni 1669 in Erbach; † 17. Juni 1720 in Coburg) war Graf zu Erbach und Herr zu Breuberg sowie niederländischer Generalleutnant.

## Familie
Seine Eltern waren Georg Ludwig I. (1643–1693) und dessen erste Ehefrau Amalia Katharina von Waldeck-Eisenberg. Einer seine jüngeren Bruder war der spätere Komponist Friedrich Karl zu Erbach-Erbach und seine jüngste Schwester wurde später Regentin von Sachsen-Hildburghausen Sophia Albertine von Erbach-Erbach.

## Leben
Erbach trat schon in jungen Jahren in den Militärdienst. Er kämpfte zunächst 1685 in Ungarn gegen die Türken, machte dort die Belagerung von Neuhäusel mit und kehrte nach deren Kapitulation nach Hause zurück.
1688 ging er als Armee-Freiwilliger zum Fürsten und holländischen Generalkapitän Georg Friedrich von Waldeck, seinem späteren Schwiegervater, nach Holland. 1691 wurde er im Erffaischen Reiterregiment, ein von der Aufstellung in Deutschland 1688 durch Hartmann Friedrich von Erffa geführtes Regiment, Rittmeister und bekam dort eine Kompanie unter sein Kommando. Das Reiterregiment wurde 1690 zum Hildburghäusischen Regiment und Erbach wurde 1692 Obrist des Regiments. Er nahm an den Schlachten der Pfälzischen Erbfolgekriege teil, welcher bis 1697 dauerte. Als der englische König 1701 das Regiment musterte, wurde er von diesem zum Brigadier ernannt und das Regiment als Erbachisches Regiment nach ihm benannt. 1702 zeichnete er sich bei der Belagerung von Kaiserswerth aus. 1704 wurde er dann zum Generalmajor befördert. Ferner zeichnete er sich 1704 in der Schlacht bei Höchstädt aus, wo er bei der Umgehung den Sumpf erkundete und durchquerte. Sein Bruder Karl Albrecht Ludwig wurde als Regimentskommandeur in der Schlacht schwer verletzt und starb drei Tage später in Dapfing an der Donau.
Philipp Ludwig stieg 1705 bis zum niederländischen Generalleutnant auf. 1710 ging er bei einem Erkundungsritt bei Landrecy in Gefangenschaft. Nach einem halben Jahr wurde er ausgetauscht.
Außerdem war er seit 4. Dezember 1689 Johanniterritter und seit Mai 1713 als Nachfolger von Heino Heinrich von Flemming Nutznießer der Komturei Schivelbein.
Philipp Ludwig starb am 17. Juni 1720 in Coburg auf der Reise nach Karlsbad, welche er für einen Kur angetreten hatte. Er wurde am 3. Juli in der Kirche von Michelstadt im Chor begraben.
Er war ab 16. Juni 1706 mit Albertine Elisabeth von Waldeck-Eisenberg (* 9. Februar 1664; † 1. November 1727), Tochter von Georg Friedrich von Waldeck und Elisabeth Charlotte, geb. von Nassau-Siegen, verheiratet. Die Ehe war kinderlos.